# Неда Спасојевић
Неда Спасојевић (Београд, 16. април 1941 — Београд, 16. јул 1981) била је српска глумица.

## Биографија
Рођена у Београду 16. априла 1941. године. Њен отац је био позоришни и филмски глумац, Милорад Спасојевић, а мајка Јелена позоришна кројачица. Често је са оцем путовала по разним позориштима. Умрла је од рака, 16. јула 1981. године, у Београду. Била је удата за сликара Банета Минића, са којим има ћерку глумицу Исидору Минић.

## Каријера
Године 1960. полаже пријемни испит на Академији за позоришну уметност у Београду, али је не примају. Тада ју је отац питао: „Хоћеш да будеш глумица? Дођи у Титоград, и буди глумица!“. Одлази у Титоград и први пут на сцену ступа 23. марта 1961. године као Дијана сирота Диклица. Једну сезону игра у зрењанинском Народном позоришту. Поново полаже пријемни у Београду 1962. године, и примају је. Дипломирала је 1966. у класи професора Мате Милошевића, са улогом Клеопатре. Одустаје од идеје да оде у Мостар, пошто је стипендија Атељеа 212 везује за Београд.
Први пут на филму у „Издајник“ код Кокана Ракоњца, касније ће играти у још петнаестак његових филмова. Од половине шездесетих година једна је од најмаркантнијих лица југословенског глумишта; снима и по неколико драма годишње.

## Награде
Награда у Пули за дебитантску улогу у филму „Време љубави“. Изјављује: „Иако ми се рад на филму допада, у позоришту се осећам сигурније“. Одговор на Новинарски упитник: „Амбиција: Немам је, али сам врло амбициозна; ваш драмски аутор: Чехов; песма коју највише певате: после кише долази сунце“.
За улогу у телевизијској драми „Господин Фока“ добија златну Нимфу на фестивалу у Монте Карлу, 1969. године. Те исте године за улогу Електре добија награду публике и награду трибине младих. За улогу Електре, пише критичар: „Њена Електра била је дивље створење, заслепљено мржњом и избезумљеном жељом за осветом, створење које је дошло из оног времена из кога су велики трагичари цивилизоване и углађене Атине узимали грађу за своје драме“

## Филмографија
| Год.   | Назив                                          | Улога                  |
| ------ | ---------------------------------------------- | ---------------------- |
| 1960-е |                                                |                        |
| 1964.  | Издајник                                       |                        |
| 1965.  | Проверено, нема мина                           | девојка у колони       |
| 1965.  | Реци да сам лажов                              |                        |
| 1966.  | Време љубави                                   |                        |
| 1966.  | Рапсодија у црном                              |                        |
| 1967.  | Волите се људи                                 | Мила                   |
| 1967.  | Седам Хамлета                                  | Офелија                |
| 1967.  | Очи пуне звезда                                |                        |
| 1967.  | Јутро                                          | Марклена               |
| 1967.  | Височка хроника                                | Маргарета              |
| 1967.  | Сквер                                          |                        |
| 1967.  | Кад будем мртав и бео                          | Лилица                 |
| 1967.  | Материјално обезбеђење у правом смислу те речи | Маца                   |
| 1967.  | Љубавни је цео свет                            | Славка                 |
| 1967.  | Кафаница на углу                               | Тереса, касирка        |
| 1967.  | Еуридика                                       |                        |
| 1968.  | Самци (ТВ серија)                              | самица                 |
| 1968.  | Има љубави, нема љубави                        |                        |
| 1968.  | Бекство                                        | Серафима               |
| 1969.  | Срамно лето                                    |                        |
| 1969.  | Недозвани                                      |                        |
| 1969.  | Самци 2                                        |                        |
| 1969.  | Дошљаци                                        |                        |
| 1969.  | Догађај                                        | Шумарева жена          |
| 1969.  | Јахачи пут мора                                | Катлин                 |
| 1969.  | Снаха                                          | Мини                   |
| 1969.  | Обично вече                                    |                        |
| 1969.  | Хајде да растемо                               |                        |
| 1969.  | Господин фока                                  | Самица                 |
| 1969.  | Дарови моје рођаке Марије                      | Марија                 |
| 1970-е |                                                |                        |
| 1970.  | Удовиштво госпође Холројд                      | матичарка              |
| 1970.  | Ли Харви Освалд                                |                        |
| 1971.  | Жеђ                                            | Будина сестра          |
| 1971.  | Македонски део пакла                           | Неда                   |
| 1971.  | Песникова писма                                |                        |
| 1972.  | Село без сељака                                |                        |
| 1972.  | Трагови црне девојке                           | Славица                |
| 1972.  | Савонарола и његови пријатељи                  |                        |
| 1972.  | Валтер брани Сарајево                          | Мирна                  |
| 1972.  | Злочин и казна                                 |                        |
| 1972.  | Заслуге                                        |                        |
| 1972.  | Петак вече                                     |                        |
| 1972.  | Неспоразум                                     | Марија                 |
| 1973.  | Суђење Бертолду Брехту                         |                        |
| 1973.  | Милојева смрт                                  | Марија                 |
| 1974.  | Валтер брани Сарајево (серија)                 | Мирна/Мирка            |
| 1974.  | Реквијем за тешкаша                            | Кери                   |
| 1974.  | Страх                                          | Мулато                 |
| 1975.  | Кичма                                          |                        |
| 1975.  | Одборници                                      | Џемила                 |
| 1975.  | У времену раста                                |                        |
| 1975.  | Љубичице                                       | Драгиња                |
| 1975.  | Фарма                                          | Џени                   |
| 1976.  | У бањи једног дана                             | Марија                 |
| 1978.  | Мирис земље                                    | Магда                  |
| 1978.  | Двобој за јужну пругу                          | монахиња               |
| 1974.  | Маска                                          | генералица             |
| 1979.  | Јована Лукина                                  |                        |
| 1979.  | Осма офанзива                                  | Ружа Старчевић         |
| 1980-е |                                                |                        |
| 1980.  | Изгубљени завичај                              | Мада                   |
| 1981.  | Бановић Страхиња                               | лудакиња               |
| 1981.  | Вреле капи                                     | Миличина мајка         |
| 1981.  | Смрт пуковника Кузмановића                     | Марија, Јеленина ћерка |